# Sara Takanašiová
Sara Takanašiová (japonsky 高梨沙羅, * 8. října 1996, Kamikawa) je japonská skokanka na lyžích. Její osobní rekord činí 141 metrů.

## Sportovní kariéra
V roce 2009 debutovala v Kontinentálním poháru, v němž vyhrála v kariéře šest závodů a v roce 2012 obsadila celkově čtvrté místo. Od roku 2011 se účastní Světového poháru, kde již vyhrála 53 závodů a čtyřikrát si připsala prvenství v celkové klasifikaci (2012/13, 2013/14, 2015/16 a 2016/17).
Vyhrála závod jednotlivců na Mistrovství světa juniorů v klasickém lyžování 2012, Mistrovství světa juniorů v klasickém lyžování 2013 a Mistrovství světa juniorů v klasickém lyžování 2014 i závod družstev na Mistrovství světa juniorů 2012 a 2014. Má také zlatou medaili z Olympijských her mládeže 2012 a pětkrát v řadě vyhrála Letní Grand Prix ve skocích na lyžích (2012 až 2016).
Na Mistrovství světa v klasickém lyžování 2013 byla členkou vítězného smíšeného družstva a v soutěži žen byla druhá, na Mistrovství světa v klasickém lyžování 2015 obsadila třetí místo v soutěži smíšených družstev a čtvrté v individuálním závodě.

### ZOH v Soči 2014
Při olympijské premiéře skokanek na hrách v Soči 2014 patřila k favoritkám, po prvním kole byla na třetím místě, ale druhý skok pokazila a spadla na celkovou čtvrtou příčku.